# ゴールズボロー (ミサイル駆逐艦)
|          | |
| 艦歴     | |
| 発注     | 1960年3月25日 |
| 起工     | 1961年1月3日 |
| 進水     | 1961年12月15日 |
| 就役     | 1963年11月9日 |
| 退役     | 1993年4月29日 |
| その後   | スクラップとして売却 |
| 除籍     | 1993年4月29日 |
| 性能諸元 | |
| 排水量   | 満載：4,500トン |
| 全長     | 437 ft (133.2 m) |
| 全幅     | 47 ft (14.3 m) |
| 吃水     | 22 ft (6.7 m) |
| 機関     | バブコック・アンド・ウィルコックスボイラー4缶（1,200psi） ゼネラル・エレクトリック蒸気タービン2基（70,000shp） 2軸推進                          |
| 速力     | 30ノット以上 |
| 乗員     | 士官、兵員354名 |
| 兵装     | Mk 42 5インチ(127mm)単装砲 2基 Mk13単装発射機 1基 （ターター後にSM-1MR、ハープーン) Mk 112アスロック8連装発射機 1基 Mk.32 3連装短魚雷発射管 2基 |
| モットー | Non Sibi - "Not for self" |

ゴールズボロー (USS Goldsborough, DDG-20) は、アメリカ海軍のミサイル駆逐艦。チャールズ・F・アダムズ級ミサイル駆逐艦の19番艦。艦名はルイス・M・ゴールズボロー海軍少将に因む。その名を持つ艦としては3隻目。

## 艦歴
ゴールズボローは1961年1月3日にワシントン州シアトルのピュージェット・サウンド・ブリッジ・アンド・ドライドック社で起工する。1961年12月15日にネバダ州選出上院議員、アラン・バイブルの夫人によって命名、進水し、1963年11月9日に艦長チャールズ・D・アレン・ジュニア大佐の指揮下就役した。
ゴールズボローは1963年12月25日に太平洋艦隊に加わり、真珠湾を母港とする巡洋艦駆逐艦戦隊に所属した。
ピュージェット・サウンドでの公試後、ゴールズボローは1964年2月14日に真珠湾に到着した。受領後の試験の後、4月18日にオーストラリアのシドニーに向けて出航、珊瑚海海戦の記念式典に参加し、6月1日に真珠湾に帰還した。その年の夏から秋にかけてハワイ海域での作戦活動に従事し、11月23日に横須賀に向けて出航、最初の西太平洋配備に就く。ベトナム戦争が拡大し、第7艦隊強化のための作戦活動に従事後、ゴールズボローは真珠湾に帰還し、対潜水艦戦訓練を行う。
1966年2月9日、第7艦隊援護のため再び東洋に向けて出航する。4月には「ビン・フー I」作戦に参加し、地上部隊支援のための艦砲射撃で594発の5インチ砲弾をベトコンの拠点および建造物に向けて発射した。その月の後半にはヤンキー・ステーションで空母護衛任務に就く。5月にはSEATOの演習に参加し、翌6月には香港でステーション艦の任務を担当した。6月26日、再びベトナム沖に赴きレーダーピケット艦任務に従事する。7月16日にハワイに向けて出航、23日に真珠湾に到着した。
一ヶ月後、ゴールズボローは真珠湾海軍造船所に入渠し、オーバーホールおよび広範囲改修が行われた。任務に復帰したのは1967年のことであった。
1986年1月、海軍作戦部長のジェームズ・ワトキンス提督が艦を訪問した。彼は1964年に自らの潜水艦、スヌーク (USS Snook, SSN-592) の潜望鏡から目撃したゴールズボローを「ゴールズボローは当時恐るべき様に見え、現在も恐るべき軍艦だ。」と語った。
ゴールズボローは1993年4月29日に退役し、同日除籍された。1993年9月17日に船体部分がオーストラリアに売却された。全ての使用可能な機材が取り外された後、船体はインドに牽引され、そこで解体された。

## 参照
- この記事はアメリカ合衆国政府の著作物であるDictionary of American Naval Fighting Shipsに由来する文章を含んでいます。
- この記事はアメリカ合衆国政府の著作物でありパブリックドメインであるNaval Vessel Registerに由来する文章を含んでいます。